# Nateła Dzałamidze
Nateła Gieorgijewna Dzałamidze (ros. Натела Георгиевна Дзаламидзе; ur. 27 lutego 1993 w Moskwie) – rosyjsko-gruzińska tenisistka, do maja 2022 roku reprezentującą Rosję, następnie występująca pod flagą Gruzji, kraju pochodzenia jej ojca.

## Kariera tenisowa
W karierze zwyciężyła w dziesięciu singlowych i dwudziestu dziewięciu deblowych turniejach rangi ITF. 16 listopada 2015 roku zajmowała najwyższe miejsce w rankingu singlowym WTA Tour – 245. pozycję. Natomiast 16 maja 2022 roku osiągnęła najwyższą pozycję w rankingu deblowym – 43. miejsce.

## Finały turniejów WTA
| Legenda                     | Legenda |
| --------------------------- | ------- |
| Wielki Szlem                |         |
| Igrzyska olimpijskie        |         |
| WTA Tour Championships      |         |
| 2009 – 2020                 |         |
| WTA Premier Mandatory       |         |
| WTA Premier 5               |         |
| WTA Premier                 |         |
| WTA International Series    |         |
| WTA 125K series (2012–2020) |         |
| od 2021                     |         |
| WTA 1000 (obowiązkowe)      |         |
| WTA 1000 (nieobowiązkowe)   |         |
| WTA 500                     |         |
| WTA 250                     |         |
| WTA 125                     |         |

### Gra podwójna 7 (3–4)
| Końcowy wynik | Nr | Data                 | Turniej     | Nawierzchnia  | Partnerka         | Przeciwniczki                       | Wynik finału      |
| ------------- | -- | -------------------- | ----------- | ------------- | ----------------- | ----------------------------------- | ----------------- |
| Finalistka    | 1. | 15 października 2017 | Linz        | Twarda (hala) | Xenia Knoll       | Kiki Bertens Johanna Larsson        | 6:3, 3:6, 4–10    |
| Finalistka    | 2. | 25 lipca 2021        | Palermo     | Ceglana       | Kamilla Rachimowa | Erin Routliffe Kimberley Zimmermann | 6:7(5), 6:4, 4–10 |
| Zwyciężczyni  | 1. | 7 sierpnia 2021      | Kluż-Napoka | Ceglana       | Kaja Juvan        | Katarzyna Piter Majar Szarif        | 6:3, 6:4          |
| Zwyciężczyni  | 2. | 12 listopada 2021    | Linz        | Twarda (hala) | Kamilla Rachimowa | Wang Xinyu Zheng Saisai             | 6:4, 6:2          |
| Finalistka    | 3. | 24 kwietnia 2022     | Stambuł     | Ceglana       | Kamilla Rachimowa | Marie Bouzková Sara Sorribes Tormo  | 3:6, 4:6          |
| Finalistka    | 4. | 18 września 2022     | Ćennaj      | Twarda        | Anna Blinkowa     | Gabriela Dabrowski Luisa Stefani    | 1:6, 2:6          |
| Zwyciężczyni  | 3. | 12 lutego 2023       | Linz        | Twarda (hala) | Viktória Kužmová  | Anna-Lena Friedsam Nadija Kiczenok  | 4:6, 7:5, 12–10   |

## Finały turniejów WTA 125

### Gra podwójna 4 (3–1)
| Końcowy wynik | Nr | Data                 | Turniej | Nawierzchnia    | Partnerka               | Przeciwniczki                    | Wynik finału          |
| ------------- | -- | -------------------- | ------- | --------------- | ----------------------- | -------------------------------- | --------------------- |
| Zwyciężczyni  | 1. | 20 listopada 2016    | Tajpej  | Dywanowa (hala) | Wieronika Kudiermietowa | Chang Kai-chen Chuang Chia-jung  | 4:6, 6:3, 10–5        |
| Zwyciężczyni  | 2. | 4 listopada 2018     | Mumbaj  | Twarda          | Wieronika Kudiermietowa | Bibiane Schoofs Barbora Štefková | 6:4, 7:6(4)           |
| Finalistka    | 1. | 18 listopada 2018    | Tajpej  | Dywanowa (hala) | Olga Doroszyna          | Ankita Raina Karman Thandi       | 3:6, 7:5, 12–12 krecz |
| Zwyciężczyni  | 4. | 23 października 2022 | Rouen   | Twarda          | Kamilla Rachimowa       | Misaki Doi Oksana Kalasznikowa   | 6:2, 7:5              |